# Stuart Heydinger
Stuart Heydinger (5. května 1927 Kingston upon Thames – 6. října 2019 Hude (Oldenburg), Německo) byl britský fotožurnalista a portrétní fotograf, který působil v 50. a 60. letech po celém světě a usadil se v roce 1979 v severním Německu. Jako hlavním fotograf v novinách The Observer působil v letech 1960 až 1966.

## Životopis
Heydinger se narodil jako třetí syn v Kingstonu na Temži v jihozápadním Londýně. Otec byl profesionálním vojákem, rodina žila do roku 1930 na Gibraltaru. Po třech po sobě jdoucích letech života v táboře Catterick v Yorkshiru a dalších dvou letech v táboře Shorncliffe poblíž Folkestone se rodina usadila ve Folkestone.
Jako mladík Heydinger kreslil karikatury a některé byly publikovány ve Folkestone Herald. Získával také první zkušenosti se žurnalistikou a fotografií. Po dosažení plnoletosti v roce 1945 byl povolán k vojenské službě, vyškolen jako parašutista a umístěn do roku 1948 v Palestině.
V roce 1949 se oženil, v roce 1951 se narodilo jeho jediné dítě, syn Van.
V roce 1953 se tal nezávislým pracovníkem INP (International News Photos), od roku 1957 pracoval pro noviny The Times, pro které fotografoval setkání cestovatelů Viviana Fuchse a Edmunda Hillaryho v rámci Trans-Antarktické expedice 1957/58. V roce 1960 se připojil k Observeru jako hlavní fotograf, kde pracoval až do roku 1966.  V té době vznikly jeho portrétní fotografie známých osobností jako byli například: Elizabeth II, Winston Churchill, John F. Kennedy, Marlene Dietrich nebo Marilyn Monroe. Fotografoval významné sportovní události ( zimní olympiáda 1956, Monako Grand Prix v roce 1966, tenisový šampionát ve Wimbledonu 1960) a problémová místa (druhá indicko-pákistánská válka v roce 1965, převrat proti Kwamu Nkrumahovi v Ghaně v roce 1966, Nigerijská občanská válka v roce 1968). V Biafře musel Heydinger bezmocně sledovat smrt mnoha nevinných, zejména dětí. Už nikdy pak nechtěl přijímat rozkazy v krizových oblastech.
Na volné noze byl do roku 1968. Na počátku 70. let odcestoval do Baskicka, kde se sám učil kreslit a malovat, živil se fotografováním lidí a zvířat. V roce 1979 se ze soukromých důvodů přestěhoval do Brém, později do Hude (Oldenburg). Během této doby fotografoval severoněmeckou krajinu a pracoval jako fotograf na volné noze pro Státní divadlo Oldenburg a Městské divadlo Wilhelmshaven.
Stuart Heydinger zemřel 6. října 2019 ve věku 92 let.

## Výstavy (výběr)
- 2007 Landesmuseum für Kunst und Kulturgeschichte, Oldenburg
- 2008 Stadtmuseum Münster
- 2008 Ostfriesisches Landesmuseum, Emden
- 2008 Kingston Museum, Kingston Upon Thames
- 2014 EVE Gallery, Edenbridge

## Přijetí
Historik fotografie Enno Kaufold hovoří o Heydingerovi jako o „zpravodaji s humanistickými ideály“.

## Publikace
- Just a Moment... Fotografien von Stuart Heydinger. Brémy, Německo: Schuenemann, 2007. ISBN 978-3-7961-1904-0.

## Samostatné výstavy
- Just a Moment: Photographs by Stuart Heydinger, Kingston Museum, Kingston upon Thames, 2008/2009[3]

## Sbírky
- Národní galerie portrétů, Londýn: 1 tisk (v listopadu 2019)[4]